# 段佑云
段佑云（1905年—1987年），男，江苏泗阳人，中国蚕种学家、蚕业教育家，曾任安徽农学院教授，第五、六届全国政协委员。